# (1674) Groeneveld
(1674) Groeneveld es un asteroide perteneciente al cinturón de asteroides descubierto por Karl Wilhelm Reinmuth desde el observatorio de Heidelberg-Königstuhl, Alemania, el 7 de febrero de 1938.

## Designación y nombre
Groeneveld se designó al principio como 1938 DS.
Posteriormente fue nombrado en honor de la astrónoma neerlandesa Ingrid van Houten-Groeneveld (1921-2015).

## Características orbitales
Groeneveld orbita a una distancia media de 3,198 ua del Sol, pudiendo alejarse hasta 3,592 ua y acercarse hasta 2,805 ua. Su inclinación orbital es 2,662° y la excentricidad 0,123. Emplea 2089 días en completar una órbita alrededor del Sol.